# Butteaux
Butteaux är en kommun i departementet Yonne i regionen Bourgogne-Franche-Comté i norra Frankrike. Kommunen ligger i kantonen Flogny-la-Chapelle som tillhör arrondissementet Avallon. År 2022 hade Butteaux 255 invånare.

## Befolkningsutveckling
Antalet invånare i kommunen Butteaux
| Referens: INSEE |